# 715-та піхотна дивізія (Третій Рейх)
715-та піхотна дивізія (Третій Рейх) (нім. 715. Infanterie-Division) — піхотна дивізія Вермахту за часів Другої світової війни.

## Історія
715-та дивізія сформована у травні 1941 на території Німеччини, як дивізія берегової оборони й незабаром була передислокована до південно-західної Франції, де отримала бойове завдання щодо оборони ділянки узбережжя «Атлантичного валу» поздовж провінцій Жиронда та Атлантичні Піренеї до міста Байонна. Пізніше дивізія була передислокована східніше й виконувала завдання щодо берегової оборони узбережжя Середземного моря в районі Французької Рив'єри.

## Райони бойових дій
- Німеччина (травень 1941 — червень 1941)
- Франція (червень 1941 — січень 1944)
- Італія (січень 1944 — березень 1945)
- Чехословаччина (березень 1945 — травень 1945)

## Склад дивізії

### 1941
- 725-й піхотний полк;
- 735-й піхотний полк;
- 671-й артилерійський полк;
- 715-та інженерна рота;
- 715-й батальйон зв'язку;
- частини та підрозділи дивізії

### 1945
- 725-й гренадерський полк;
- 735-й гренадерський полк;
- 774-й гренадерський полк;
- 671-й артилерійський полк;
- 715-й танковий батальйон;
- 715-й кулеметний батальйон;
- 715-й інженерний батальйон;
- 715-й батальйон зв'язку;
- 715-й медичний батальйон;
- частини та підрозділи дивізії

## Командування

### Командири
- генерал-майор Ернст Венінг (нім. Ernst Wening) (3 травня 1941 — 15 липня 1942);
- генерал-лейтенант Курт Гоффманн (нім. Kurt Hoffmann) (15 липня 1942 — 5 січня 1944);
- генерал-лейтенант Ганс-Георг Гільдебрант (нім. Hans-Georg Hildebrandt) (5 січня 1944 — 1 липня 1944);
- генерал-майор Ганнс фон Рог (нім. Hanns von Rohr) (1 липня 1944 — 18 вересня 1944);
- генерал-майор Ганс-Йоахім Ехлерт (нім. Hans-Joachim Ehlert) (18 вересня — 30 вересня 1944);
- генерал-майор Ганнс фон Рог (нім. Hanns von Rohr) (30 вересня 1944 — 2 травня 1945).